# Orson (képregény)
Az Orson vagy Orson Farmja (eredeti nyelven:US Acres, néhol Orson's Farm) egy amerikai képregény, amit Jim Davis alkotott és rajzolt 1986. március 3-tól. A képregény sikere ellenére 1989. május 7-én abbahagyták. Később 2010. október 6-tól a Garfield.com-on ismétlésként felrakják a képregény képsorait.
Magyarországon egy ideig a Garfield magazinban szerepelt, majd a Zseb-Garfieldban is szerepelt a 61.-től a 91. könyvben.
A képregény fordítója, Boronyák Rita megőrizte az eredeti angol nevét a főszereplő malacnak, a képregény címét Egyesült Állatok-ként fordította. Mikor azonban a Garfield és barátai c. rajzfilmsorozat eljutott Magyarországra, a szinkron-szöveg írását Bálint Ágnes készítette, aki a sorozatnak a Gömbi gazdasága címet adta.
A képregényről készült rajzfilm 1994-ben jelent meg először, az akkori TV 1-en (korábban a félperces verziók láthatóak voltak délelőttönként a TV 2-n is, 1989-93 között)

## Karakterek

### Orson
Bálint Ágnes fordítása alapján Gömbi. Egy kövér, kissé naiv, okos malac. Kiskorában elválasztották az édesanyjától, ám leesett a furgonról, amin vitték, és egy másik farmon kötött ki.Ott összeismerkedett az összes állattal, és ő lett a farm vezére. Gyakran szeret olvasni, néha beleéli magát a könyveibe. Van, amikor amit olvas az a valóságban is megtörténik. Ha baj van akkor gyakran öltözik szuperhősnek, Pandúr Röfinek (a magyar képregényben inkább Szuper Röfi). Először 1986. március 3-án jelent meg. 

### Tóbiás
Bálint Ágnes fordításában Koki. Egy kapzsi kakas. Általában reggelente ő ébreszti a többieket, de gyakran elhanyagolja ezt. Imád másokkal tréfálkozni, legfőképpen az ijedős Tocsival. Ő védi meg a csirkéket a veszélyes lényektől, de amúgy szereti kerülni a munkát. Először 1986. április 14-én jelent meg.

### Tocsi
Bálint Ágnes fordításában Hápi. Egy iszonyatosan gyáva kacsa. A lehető legtöbb dologtól fél, még attól is amitől nem kellene. Egy úszógumit visel. Először 1986. augusztus 4-én jelent meg.

### Csipike
Bálint Ágnes fordításában Pepi. Egy kiscsibe.Az anyja elhagyta őt és Tojglit, ezért Orson keltette ki őket, e miatt gyakran hívja Orsont Maminak. Gyakran vadászik kukacokra, de ezek mindig elbuknak, mivel a kukacok túljárnak az eszén. Először 1986. május 22-én jelent meg.

### Tojgli
Bálint Ágnes fordításában Toncsi. Egy kiscsibe, akinek nem sikerült kikelni, csak a lába kelt ki.A tojása tele van mindenféle dologgal, amire szüksége van, pl. TV, rádió, számítógépes játékok, stb. Először 1986. május 27-én jelent meg.

### Biri
Egy birka, Bari nővére. Gyakran nem ért egyet Barival. Gyakran agresszív, gyakran kerül összetűzésbe Tóbiással. Először ugyanakkor jelent meg, mint amikor Bari.

### Bari
Bálint Ágnes fordításában Bubi. Egy birka, Biri testvére. A képregényben egy kicsit buta. Nagyon laza, nehezen lehet feldühíteni. Először 1986. július 20-án jelent meg.

## Mellékszereplők
- Cody - Egy fehér, fekete pöttyös kutya, gyakran támadt más szereplőkre, főleg Tóbiásra és Tocsira. Először 1987. december 1-jén jelent meg.
- Blue - Egy kék macska, Cody legjobb barátja. Először 1986. december 14-én jelent meg.
- Mort, Gort, és Wort - Amíg Orsont nem vették el az édesanyjától, addig gyakran labdáztak vele. A Garfield és barátaiban később gyakran meglátogatják Orson farmját, főleg hogy ellopják a termést.

## Fordítás
Ez a szócikk részben vagy egészben  az   U.S. Acres című angol Wikipédia-szócikk fordításán alapul.  Az eredeti cikk szerkesztőit annak laptörténete sorolja fel. Ez a jelzés csupán a megfogalmazás eredetét és a szerzői jogokat jelzi, nem szolgál a cikkben szereplő információk forrásmegjelöléseként.